# Krzysztof Szczawiński
Krzystof Szczawiński (Nowe Miasto, 29 mei 1979) is een Pools voormalig wielrenner.

## Belangrijkste overwinningen
2004
Giro Colline del Chianti

## Resultaten in voornaamste wedstrijden
| Jaar | Milaan-San Remo |
| ---- | --------------- |
| 2008 | 146e            |

## Ploegen
- 2004 –  Team ICET
- 2005 –  Ceramica Flaminia
- 2006 –  Ceramica Flaminia
- 2007 –  Miche
- 2008 –  Miche-Silver Cross
- 2009 –  Miche-Silver Cross-Selle Italia
- 2010 –  Miche (vanaf 15-4)
- 2011 –  Miche-Guerciotti

Carvajal · García · Giancecchi · Giunti · Marczyński · Moletta · Muto · Niemiec · Palandri · Saracini · F. Scarponi · G. Scarponi · S. Scarponi · Szczawiński · Tondo · Valentini · L. Zafferani · M. Zafferani · Majka (stagiair)